# Jorgos Karangutis
 Jorgos Karangutis  (ur. 15 lutego 1976 w Atenach) – grecki koszykarz. Karierę rozpoczynał w drużynie Panionios BC w wieku 16 lat. Był finalistą Pucharu Grecji w koszykówce w 1995 roku.